# Малый Агарак
Малый Агарак — река в России, протекает по Юргинскому району Тюменской области. Устье реки находится в 9,2 км по правому берегу реки Большой Агарак. Длина реки составляет 14 км.
Система водного объекта: Большой Агарак → Тап → Тобол → Иртыш → Обь → Карское море.

## Данные водного реестра
По данным государственного водного реестра России относится к Иртышскому бассейновому округу, водохозяйственный участок реки — Тобол от впадения реки Исеть и до устья, без рек Тура, Тавда, речной подбассейн реки — Тобол. Речной бассейн реки — Иртыш.
Код объекта в государственном водном реестре — 14010502612111200004308.